# Calibrachoa
Calibrachoa és un gènere de plantes en la família de les Solanaceae, amb 32 espècies. Són febles sempreviva perennes amb un hàbit de renovals, amb diminutes flors semblants a Petunia.
Calibrachoa està fortament emparentada amb la petúnia. No obstant això successius estudis van trobar que hi ha importants diferències cromosòmiques i conductes de reproducció entre Calibrachoa i petúnies.
L'apel·latiu Calibrachoa és per Antonio de Caly Bracho, que va ser un professor de farmàcia mexicà.

## Taxonomia
- Calibrachoa caesia (Sendtn.) Wijsman
- Calibrachoa calycina (Sendtn.) Wijsman
- Calibrachoa dusenii (R.E.Fr.) Stehmann & Semir
- Calibrachoa eglandulata Stehmann & Semir
- Calibrachoa elegans (Miers) Stehmann & Semir
- Calibrachoa ericaefolia (R.E.Fr.) Wijsman
- Calibrachoa excellens (R.E.Fr.) Wijsman
- Calibrachoa hassleriana (R.E.Fr.) Wijsman
- Calibrachoa heterophylla (Sendtn.) Wijsman
- Calibrachoa humilis (R.E.Fr.) Stehmann & Semir
- Calibrachoa linearis (Hook.) Wijsman
- Calibrachoa linoides (Sendtn.) Wijsman
- Calibrachoa macrodactylon (L.B.Sm.& Downs) Wijsman
- Calibrachoa micrantha (R.E.Fr.) Stehmann & Semir
- Calibrachoa ovalifolia (Miers) Stehmann & Semir
- Calibrachoa paranensis (Dusen) Wijsman
- Calibrachoa parviflora (Juss.) D'Arcy
- Calibrachoa pygmaea (R.E.Fr.) Wijsman
- Calibrachoa regnellii (R.E.Fr.) Wijsman
- Calibrachoa rupestris (Dusen) Wijsman
- Calibrachoa sellowiana (Sendtn.) Wijsman
- Calibrachoa sendtneriana (R.E.Fr.) Stehmann & Semir
- Calibrachoa serrulata (L.B.Sm.& Downs) Stehmann & Semir
- Calibrachoa spathulata (L.B.Sm.& Downs) Stehmann & Semir
- Calibrachoa thymifolia (A.St.-Hil.) Stehmann & Semir